# Władysław Powiadowski
Władysław Wojciech Stanisław Powiadowski (ur. 23 kwietnia 1865 w Niedrzwicy, zm. 1 listopada 1947 w Sosnowcu) – polski kompozytor i dyrygent.

## Życiorys
Ukończył studia pod kierunkiem Zygmunta Noskowskiego w Warszawskim Instytucie Muzycznym. Początkowo był chórzystą, później dyrygentem w teatralnym zespole objazdowym Józefa Puchniewskiego. Dyrygował warszawskimi teatrami ogródkowymi „Nowy Świat”, „Belle Vue”, „Alhambra” i „Nowości”. Od 1895 roku współpracował przez kilka lat z zespołem teatralnym Felicjana Felińskiego w Lublinie. W sezonie 1898/1899 prowadził własny teatrzyk „Wodewil”, z którym występował w Stanisławowie, Brodach, Tarnopolu, Nowym Sączu i Jaśle. W 1900 roku dyrygował w Warszawie teatrem ogródkowym „Fantazja”. W 1901 roku wyjechał do Częstochowy, gdzie kierował chórami i dyrygował orkiestrą straży pożarnej. W 1913 roku osiadł w Sosnowcu, gdzie założył towarzystwo muzyczne „Lutnia” i był dyrektorem szkoły muzycznej.
Zasłynął przede wszystkim jako twórca muzyki do wodewilu Królowa przedmieścia (1899). Napisał też muzykę do sztuk scenicznych Gabrieli Zapolskiej: Kaśka Kariatyda, Małka Szwarcenkopf, Jojne Firułkes. Komponował ponadto pieśni chóralne o charakterze religijnym i świeckim, uwertury, marsze, utwory taneczne.